# Gotische Bijbel

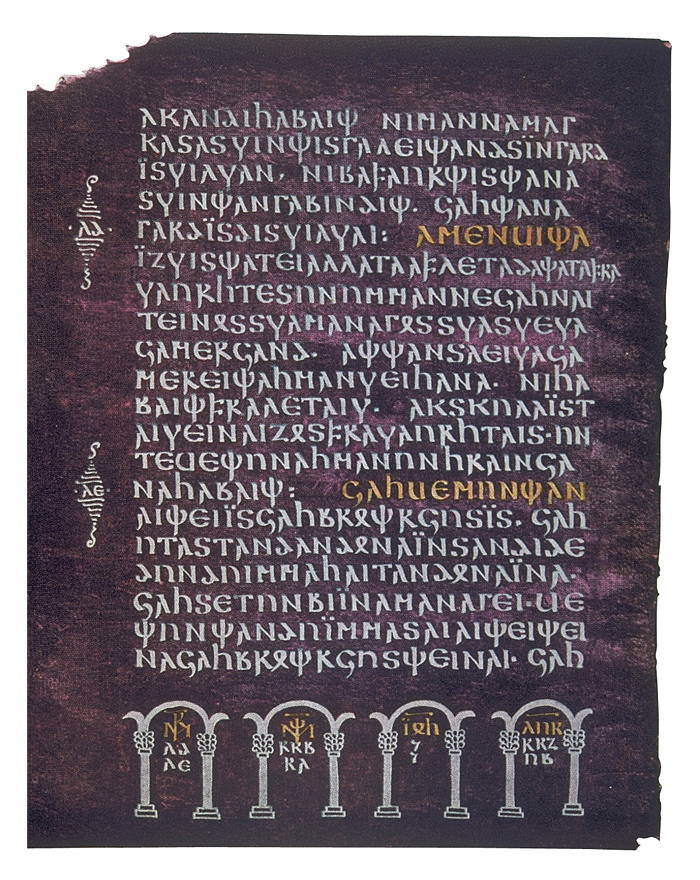
Bladzijde uit de Codex Argenteus

De Gotische Bijbel of Wulfila-Bijbel is een vertaling van de Bijbel uit het Oudgrieks naar het Gotisch gemaakt door bisschop Wulfila in de 4e eeuw. De tekst is niet in zijn geheel bewaard gebleven maar is bekend van verschillende boekdelen en fragmenten die zijn teruggevonden.

## Context
De Goten vereerden de Germaanse goden waarvan de belangrijkste Odin (Oðinn), Thor (Þórr) en Freya (Freyja) waren. Gedurende de vierde eeuw bekeerden velen zich tot het christendom, mede dankzij het werk van Wulfila, maar het christelijke geloof dat Wulfila predikte was een Gotische versie van het arianisme. In zijn christologie week hij af van de leer van Arius. Hij zag de verhouding tussen Jezus en de Vader veeleer als de Germaanse vader-zoon verhouding, waar de zoon respect en gehoorzaamheid verschuldigd was aan de vader. Wulfila ontkende niet dat Jezus Christus God was, maar de Heilige Geest daarentegen was de helper van Christus en geen goddelijke persoon, zoals blijkt uit het zogenoemde Credo van Wulfila dat werd opgetekend door zijn voedsterzoon Auxentius van Durostorum. Na zijn aanstelling tot bisschop door Eusebius van Nicomedia († 341), vestigde hij zich met de toestemming van keizer Constantius II in Nicopolis ad Istrum in Moesië-minor, vandaag het huidige Nikyup een dorp dicht bij Veliko Tarnovo in (Bulgarije).

## Oorsprong
De vertaling van de Griekse Bijbel naar het Gotisch wordt door verscheidene bijna-tijdgenoten geattesteerd. 
- De eerste is Philostorgios (ca. 368 - 433) kerkhistoricus die het werk van Eusebius voortzette. Hij is bekend van zijn kerkgeschiedenis[4] en vermeldde dat Wulfila bij zijn Bijbelvertaling, de boeken I en II Koningen niet zou vertaald hebben omdat ze danig krijgshaftig waren en de Goten dat al meer dan genoeg waren. Philostorgios vermeldde ook dat Wulfila letters maakte om zijn Bijbel te schrijven.[5]
- Ook de kerkhistoricus Socrates Scholasticus (380-49) bevestigde in zijn Historia Ecclesiastica[6][7] de vertaling van de Bijbel door Wulfila en ook hij vermeldde de creatie van een alfabet.
- Isidorus van Sevilla (560-636) schrijft in zijn Historia Gothorum ook de Gotische versie van de Bijbel aan Wulfila toe, waarbij hij specificeert dat zowel het Oude als het Nieuwe Testament werden vertaald.[8]
- Daarnaast vermeldt Streitberg nog Sozomenos(ca. 400 - ca. 450) , Theodoretus van Cyrrhus (ca. 393 -  tussen 458-465), Jordanes († na 552) en Walahfrid Strabo (808-849).[9] Die laatste zegt dat de geleerde Goten de heilige boeken vertaald hebben in hun eigen taal. Hij beroept zich hierbij op de geschiedschrijving en refereert aan in zijn tijd bestaande werken, zonder echter specifiek te zijn.

De vermelding door Philostorgios over de vertaling van de Bijbelboeken Koningen worden door een aantal academici betwijfeld. Philostorgios en Socrates Scholasticus zijn de directe bronnen, de anderen gaan terug op de geschriften van deze twee. Het enige dat Sozomenus toevoegde is dat de vertaling gebaseerd was op het Grieks. Naast deze bronnen is er nog een inscriptie in de Codex Brixianus, die de lezer verzekert dat de Griekse, de Latijnse en de zogenoemde Gotische Bijbel dezelfde inhoud hebben.

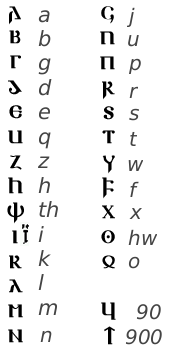
Een voorbeeld van het Gotisch alfabet

## De vertaling van Wulfila
Iedereen neemt aan dat Wulfila de Bijbel vertaalde uit het Grieks (Koinè). Ook de teruggevonden teksten wijzen op een woord voor woord vertaling, maar welke Griekse tekst of teksten model stonden voor de vertaling is minder duidelijk. Streitbergs versie wordt nu algemeen als foutief aanzien. Het ontbreken van een brondocument maakt het moeilijk om over onverwachte woorden of zinswendingen te besluiten of ze het gevolg zijn van de Gotische stijl en zinsbouw of gewoon het gevolg van een afwijkende tekst in de legger.
Hier en daar zijn in de teksten fragmenten te vinden die duidelijk van Latijnse oorsprong zijn, maar het is niet te achterhalen of die van Wulfila zelf afkomstig zijn of van latere kopiisten die zijn werk bij het overschrijven hebben aangepast. De oorsprong van deze afwijkingen van het Grieks is moeilijk vast te stellen, omdat het slechts enkele woorden of korte zinsneden zijn. Waarschijnlijk zijn ze afkomstig van een van de codices van de Vetus Latina, die tot in de 8e eeuw in gebruik bleef naast de Vulgaat. Het blijft natuurlijk mogelijk dat deze tekstfragmenten die terug te voeren zijn op de Vetus Latina van Wulfila zelf afkomstig zijn, want volgens Auxentius beheerste hij naast het Gotisch en het Grieks ook het Latijn en is het vrij zeker dat hij ook de Latijnse teksten kende.
In de overgeleverde fragmenten zijn er zeer weinig overlappingen van de tekst, maar uit de analyse van de gelijke teksten in verschillende codices blijkt dat er geen grote verschillen zijn. In de meeste gevallen gaat het om kleine lexicale verschillen, toevoeging of weglating van voornaamwoorden of andere zinsdelen, het wijzigen van de woordvolgorde of het toevoegen van glossen. Dit zijn allemaal ingrepen die bij het kopiëren van een tekst standaardpraktijk waren. Een kopiist volgde niet slaafs de legger, maar bracht eventueel kleine verbeteringen of toelichtingen aan.
Om zijn Bijbelvertaling te maken wou Wulfila blijkbaar niet het Latijnse schrift overnemen, maar creëerde hij een eigen alfabet dat geïnspireerd was op het Griekse, maar met elementen die hij overnam van het tot dan toe gebruikte runenschrift en enkele elementen uit het Romeinse schrift.

## Manuscripten en fragmenten
In de loop der tijden zijn een aantal handschriften en fragmenten gevonden waarvan bleek dat ze op de tekst van Wulfila gebaseerd waren. 
- Het eerste was de Codex Argenteus, een handschrift met 187 folia dat in de 16e eeuw ontdekt werd. Het werd vermoedelijk in het begin van de 6e eeuw in Ravenna geschreven en werd teruggevonden in de Abdij van Werden omstreeks 1554.
- De Codex Carolinus is een fragment van vier Folia, een palimpsest waarop de Gotische tekst in 1756 werd ontdekt.
- De Codices Ambrosiani (A 102 folia, B 77 folia, C 2 folia, D 3-folia en E 5 folia) zijn verschillende fragmenten die ontdekt werden in de Biblioteca Ambrosiana in Milaan. Het zijn allemaal palimpsesten afkomstig van het scriptorium van Bobbio. Deze fragmenten werden in 1817 ontdekt door kardinaal Mai.
- De Codex Gissensis is een fragment van twee knipsels dat pas in 1907 in Egypte werd ontdekt.
- Het Speyer-fragment is eigenlijk de laatste bladzijde van het Marcus evangelie uit de Codex Argenteus dat in oktober 1970 werd ontdekt in Speyer.
- De Skeireins worden dikwijls met de fragmenten van de Wulfila Bijbel genoemd, maar het is niet zeker of ze ook tot de Wulfila-vertaling behoren.

De in totaal ca. 400 folia en fragmenten die zijn teruggevonden bevatten ongeveer 8 à 9 % van de volledige Bijbeltekst, ca. 57 % van de evangelies en circa twee derde van de epistels van Paulus.

## Ontbrekende passages uit de Bijbel
Hoewel het niet zeker is of bepaalde brieven of profetieën waarvan niets teruggevonden is ook echt behoord hebben tot de Gotische Bijbel, zijn er wel onderdelen van de bestaande Bijbel, die ontbreken, waarvan we kunnen zeggen dat deze waarschijnlijk ooit bestaan hebben. De volgende ontbrekende delen kunnen op basis van het resterende materiaal genoemd worden:
- Romeinen 1-5
- 1 Korintiërs 1:1-11
- 1 Korintiërs 1:26-31
- 1 Korintiërs 2-3
- 1 Korintiërs 4:1, 5:1-2

## Betekenis
De Gotische Bijbel is de oudste omvangrijke tekst van een Germaanse taal die tot in onze tijd bewaard is gebleven. Er zijn wel een aantal vroegere Germaanse woorden en namen die we kennen uit antieke teksten en enkele teksten in runenschrift die bewaard zijn gebleven maar dan gaat het meestal over alleenstaande woorden. Deze tekst is dan ook uiterst belangrijk voor de studie van het Germaans maar evenzeer voor de studie van het Indo-Europees in zijn geheel. De tekst is ook een van de voornaamste referentiebronnen bij de studie van de Oudgermaanse voorlopers van onze moderne talen zoals het Oudhoogduits, het Oudsaksisch, het Oudnederfrankisch (Oudnederlands), het Oudfries, Oudnoords enzovoort.